# First Great Western Link

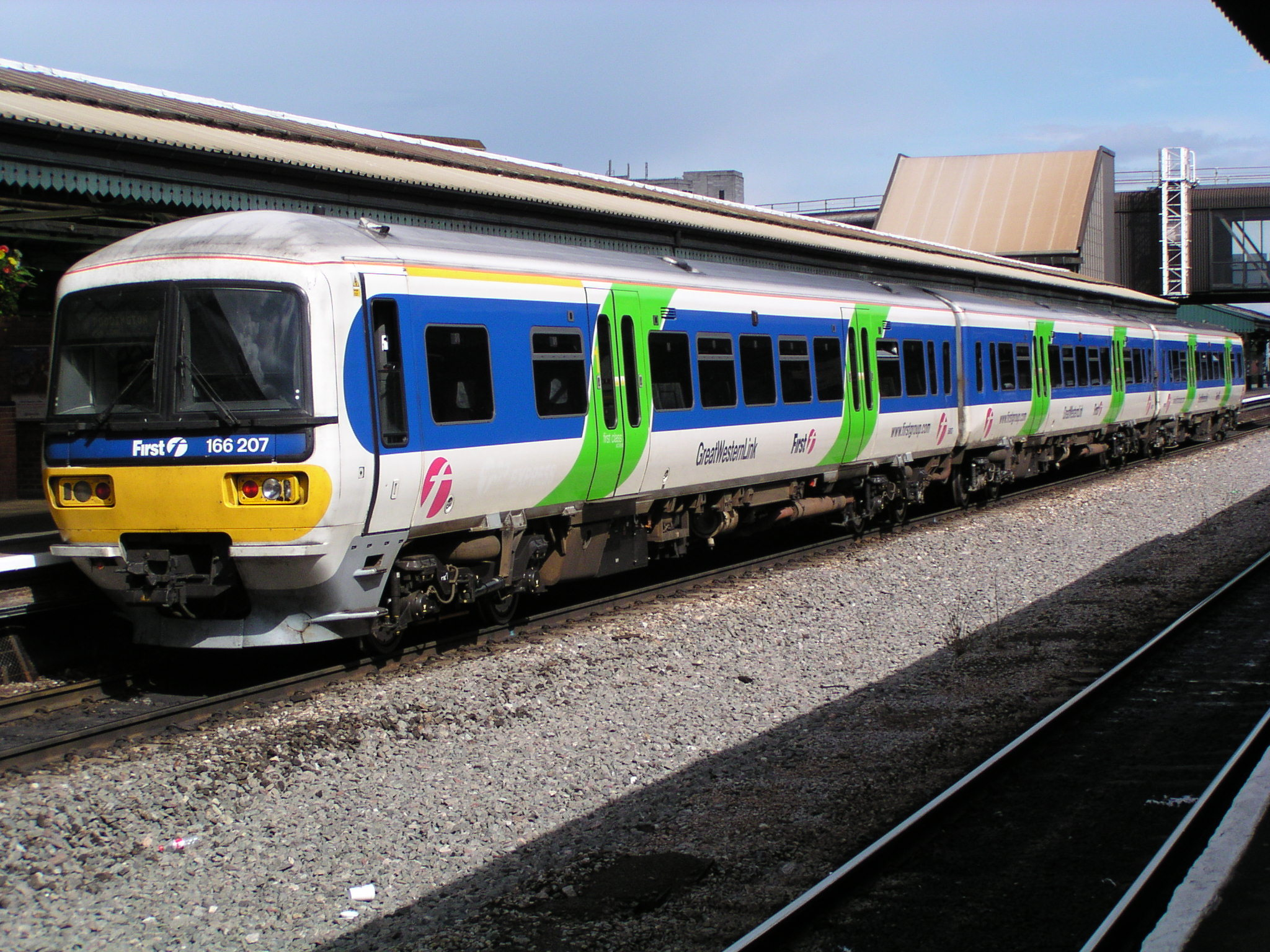
„First Great Western Link“-Triebwagen in Reading

First Great Western Link war eine britische Eisenbahngesellschaft. Sie gehörte wie die First Great Western zur First Group und betrieb vor allem Nahverkehrszüge im Westen von London.
Vom Londoner Bahnhof Paddington fuhren Züge nach Slough, Reading, Didcot, Oxford, Newbury, Bedwyn, Hereford, Worcester, Stratford-upon-Avon und Warwick. Von Reading aus verkehrten Züge auf einer Querverbindung um den Großraum London herum Guildford, Dorking und Gatwick.
Bis April 2004 war diese Konzession im Besitz von Thames Trains. Der Betrieb endete am 31. März 2006.